# III. Károly navarrai király

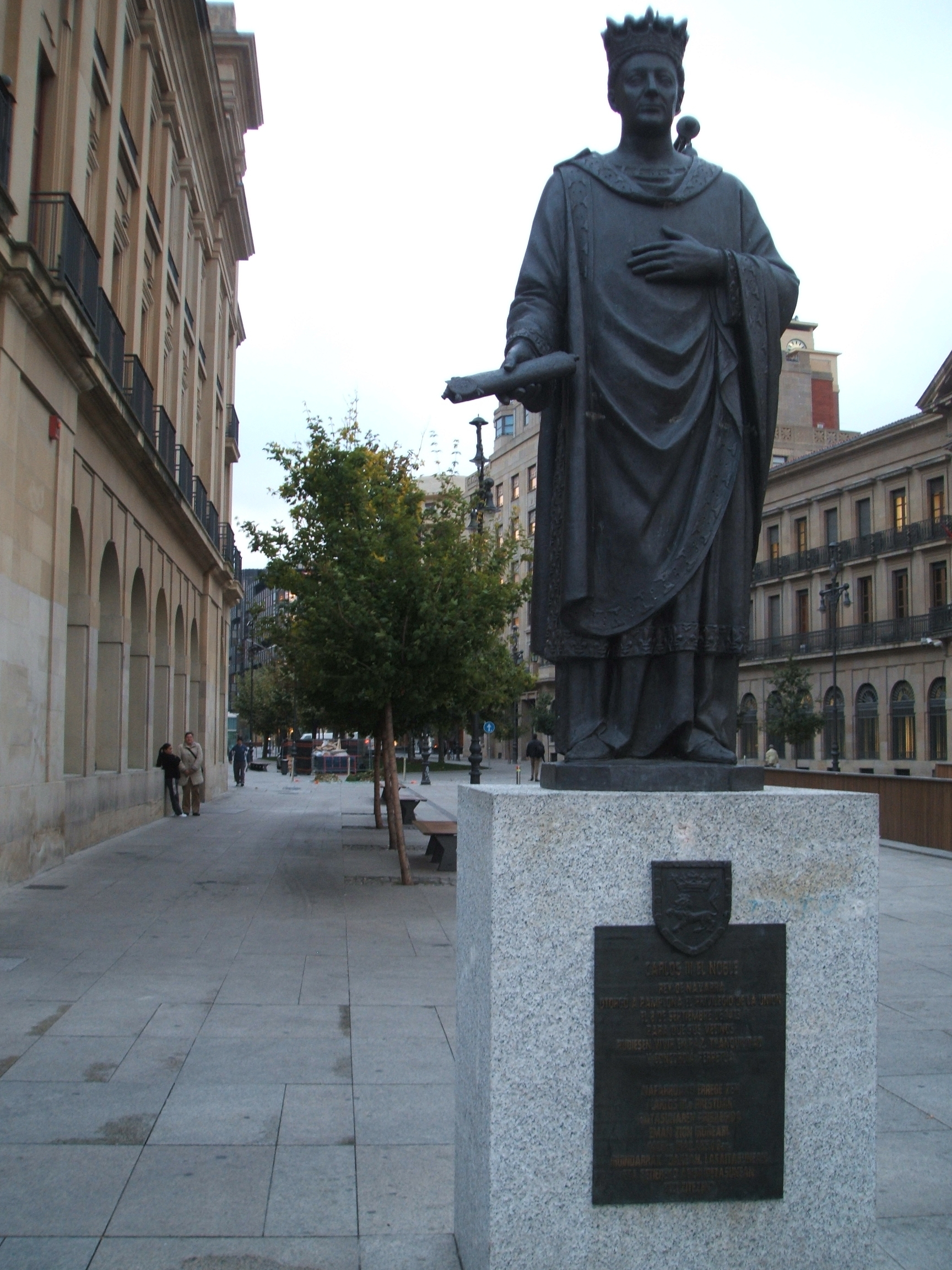
III. Károly szobra Pamplonában

III. (Nemes, Jó) Károly, franciául: Charles le Noble (Nantes, 1361. július 22. –‎ Olite, 1425. szeptember 8.) navarrai király 1387-től 1425-ig uralkodott. Az Évreux-házból származott, az apja II. (Gonosz, Rossz) Károly (1332–1387) király, az édesanyja Valois Johanna (1343–1373) királyné.

## Élete és uralkodása
III. Károly fiatalon házasodott. 1375-ben, Soriában, feleségül vette Kasztíliai Eleonóra (1362?, 1363?–1415) infánsnőt, aki a Trastámara-házból származott; apja II. Henrik (1333, vagy 1334–1379), Kasztília királya, az édesanyja Johanna Mánuel (Juana Manuel de Villena y Núñez de Lara) (1339–1381), Villena hercegnője volt.
A házasságkötésnek megvolt a maga politikai előzménye: III. Károly apja beavatkozott az 1351-től 1369-ig zajlott, első kasztíliai polgárháborúnak is nevezett véres belviszályba, ami az Ivreai-Burgundiai házból származó utolsó király, I. Péter (1334–1369), valamint házasságon kívül született féltestvére, Henrik, Trastámara grófja – a későbbi II. Henrik király – között zajlott, és Henrik teljes győzelmével ért véget. II. Károly azonban nem „választott jól”. III. Károly apja ugyanis, az angolokkal együtt, I. Pétert pártfogolta, míg Henrik gróf a franciák támogatását bírta, a  Valois-házbeli V. (Bölcs) Károly (1338–1380) hathatósan segítette őt, de Henrik az Aragóniai Királyságot is maga mögött tudhatta. A harapófogóba került kis Navarrai Királyságnak szüksége volt arra, hogy kibéküljön déli szomszédjával, ennek jegyében került sor a navarrai trónörökös és a kasztíliai infánsnő házasságkötésére, de a fiatalok között őszinte vonzalom is kialakult.
A házastársak útjai azonban hamarosan szétváltak, a következők miatt: Az ekkor zajló százéves háború alatt II. Károly – ismét – a francia uralkodó ellen fordult. 1377-ben, titokban, felvette a kapcsolatot az angol királlyal, a Plantagenêt-házból származó II. Richárddal (1367–1400). II. Károly a normandiai birtokainak megtartását remélte, amelyek, az V. Károllyal korábban kötött megállapodás alapján, már a francia királyt illették volna, továbbá azt javasolta, hogy közösen támadjanak Franciaországra, és az angol uralkodó házasodjon be a családjába. A következő évben (1378) V. Károly minderről tudomást szerzett, és azonnal reagált. Egy sereget Normandiába küldött, és az ekkor az angolok uralta Cherbourg kivételével, II. Károly minden normandiai birtokát elfoglalták. Egy másik francia sereg elfoglalta – a két uralkodó korábbi megállapodásai alapján – a II. Károly birtokolta Montpellier-t; a navarrai uralkodónak semmije sem maradt Franciaországban.
Az események idején, 1378. tavasszal, a navarrai trónörökös Párizsban tartózkodott. Nem tudjuk pontosan, mi volt párizsi tartózkodásának az oka, illetve a célja; lehetséges, hogy apja tárgyalni küldte a francia királyhoz, talán ellensúlyozni az angolokkal folytatott tárgyalásait. V. Károly az infánst elfogatta, és abból – a források többségének adatai szerint – csak 1380-ban szabadult ki, és térhetett haza.
1387-ben, az apja halálakor, III. Károly jól működő királyság élére került, azonban házassága hamarosan válságba jutott. Nem tudjuk a pontos okát, de III. Károly és felesége között komoly viták  robbantak ki. Eleonóra ezért megszervezett egy találkozót, a férje és a bátyja, I. János (1358–1390) kasztíliai király között, hogy hozzájáruljanak ahhoz, hazamehessen Kasztíliába; majd – valószínűleg 1388. februárban – arra való hivatkozással, hogy a megromlott egészségi állapotának használna a kasztíliai éghajlat, vissza is tért Kasztíliába; a házasságból eddig született négy gyermeket (Johannát, Máriát, Blankát, és Beatrixot) magával vitte. Eleonóra így nem volt ott férje királlyá koronázásán, amelyre Navarra fővárosában, Pamplonában került sor, 1390. februárban, férje hiába hívta az ünnepélyes szertartásra. Ekkor már tartott a Római Katolikus Egyház 1378-ban kezdődött és 1417-ben befejeződött, később „nagy nyugati egyházszakadásnak” nevezett válsága. A válság 1378-ban azzal kezdődött, hogy egyrészt megválasztották VI. Orbán (1318 körül –1389) pápát, másrészt VII. Kelemen (1342–1394) ellenpápát, az előbbi Rómában, az utóbbi Avignonban tartotta székhelyét. Franciaország, Aragónia és Kasztília VII. Kelement támogatták, a közéjük szorult Navarra sem tehetett mást. III. Károlyt VII. Kelemen ellenpápa legátusa, Pedro Martínez de Luna y Pérez de Gotor (1328–1423), a későbbi XIII. Benedek ellenpápa
koronázta Navarra királyává.
1390. októberben meghalt II. Károly sógora, I. János, Kasztília királya. Utódja a még kiskorú fia, III. Henrik (1379–1406) király lett, akit 1393-ban a Cortes (a rendi gyűlés) nagykorúvá nyilvánított. Az ifjú királynak a következő évben (1394) egy nemesi csoport lázadásával kellett szembenéznie, amelynek élére Alfonz Henrik (Alfonso Enríquez) (1355–1395), Noreña grófja, II. Henrik királynak – III. Henrik nagyapjának – a házasságon kívül született fia állt. Eleonóra a lázadókat támogatta. III. Henrik gyorsan leszámolt ellenfeleivel, Eleonórát – akinek a tartózkodási helyét, Roa várát, megostromolta – foglyul ejtette, és 1395-ben Eleonórának vissza kellett térnie Navarrába. II. Károly nagy örömmel és pompával fogadta a hét év után visszatérő feleségét, bevonta őt az államügyek intézésébe (Eleonóra a férje többször, Franciaországba tett útjai során, régensnőként állt a királyság élén, de királynővé csak 1403. júniusban koronázták), és házasságukból még további négy gyermek született.
II. Károly nemcsak Kasztíliával, de Aragóniával is jó kapcsolatokra törekedett, amit – ebben a korban szokásos módon – házasságkötés útján megerősítettek. 1402-ben a navarrai királyi pár leánya, Blanka (1385–1441)  infánsnő feleségül ment a Barcelonai-házból származó I. (Ifjú) Mártonhoz (1374–1409), Szicília királyához, akinek a második felesége lett. Blankát még ebben az évben Szicília királynéjává koronázták.
A navarrai uralkodó rendezte a viszonyát a francia királlyal, VI. (Őrült) Károllyal (1368–1422), V. Károly fiával, akivel unokatestvérek voltak. Az 1404. június 9-én, Párizsban megkötött megállapodásban, III. Károly végleg lemondott az Évreux-házhoz tartózott normandiai birtokokról, így Évreux Grófságról és Beaumont-le Roger Grófságról is; továbbá a Champagne-i Grófsággal kapcsolatos követeléséről; cserébe – 1404-től a haláláig – Nemours hercege lett.
II. Károly közvetítői, „mediátori” tevékenységet is vállalt Navarra nagy északi szomszédjánál: A Francia Királyságot ekkor az Armagnac–burgundi polgárháborúba átfordult, súlyos belviszály dúlta; a navarrai uralkodó azonban nem járt sikerrel.
1406-ban meghalt III. Henrik kasztíliai király. Utóda, a fia, II. János (1405–1454) király lett. Az egyéves uralkodó nagykorúvá nyilvánításáig a királyság egyik régense a nagybátyja, III. Henrik öccse, Ferdinánd (1380–1416) infáns lett. III. Károly javított a Navarra és Kasztília közötti kapcsolatokon is, kifejezetten jó viszony alakult ki közte és az infáns között; navarrai lovagok részt vettek Ferdinándnak a mórok elleni harcaiban. Később a gyermekeik össze is házasodtak, de akkor az időközben I. Ferdinánd néven aragóniai királlyá vált kasztíliai infáns már nem élt. A navarrai királyi pár leánya, Blanka infánsnő, aki férjének 1409-ben bekövetkezett halála után régensnőként kormányozta Szicíliát; I. Ferdinánd, az 1412-ben trónra lépett új aragóniai uralkodó felkérésére, továbbra is kormányozta a szigetet. (I. Ferdinánd – szintén I. Ferdinánd néven – Szicília királya is lett). Blanka rendkívül népszerű volt, de 1415-ben, apja folyamatos kéréseinek eleget téve, végleg hazatért Navarrába. 1413-ban ugyanis meghalt Blanka nővére, Johanna (1382–1413), a trónörökösnő. III. Károly Blankát 1416-ban hivatalosan is az örökösévé jelölte. Blanka 1420. június 28-án, Pamplonában, feleségül ment I. Ferdinánd kisebbik fiához, János (1398–1479) infánshoz, aki később, II. János néven, Aragónia királya, és szintén II. János néven, Navarra királya lett, és akinek Blanka az első felesége volt.
Közben, az 1414-ben összeült konstanzi zsinat, 1417. november 21-én, megválasztotta V. Márton (1368–1431) pápát, ezzel véget vetve az 1378 óta tartó nyugati egyházszakadásnak. Navarra is támogatta V. Márton megválasztását, a reálpolitikus III. Károly elfordult az egykor őt – még legátusként – királlyá koronázó XIII. Benedek ellenpápától.
III. Károly navarrai nemesi címeket osztogatott. Elsőszülött fiát, Károly (1397–1402) infánst, Viana hercegévé tette (1398), majd a halála után a másodszülött fiát, az öccsét pár hónappal túlélő Lajos (1399–1402) infánst. A navarrai trónörökösök később ezt, a Viana hercege címet viselték. Törvénytelen féltestvérét, az apjának házasságon kívül született fiát, Leonel de Navarrát (1378–1413), Muruzábal várgrófjává kreálta (1407). Luis II de Beaumontot (1412–1462) – a nagybátyjának, Lajos (1341–1372) infánsnak (II. Károly király öccsének) az unokáját – Lerín grófjává kreálta (1424). Az ő felesége III. Károlynak a házasságon kívül született, Johanna (?–?) nevű leánya lett. Egyesek szerint a Navarrát az 1400-as évek közepétől az 1520-as évekig, gyakran véresen megosztó, nemesi pártviszálynak, a beaumonteses-nek nevezett csoportosulás és az agramonteses-nek nevezett csoportosulás közötti küzdelemnek a gyökere idenyúlik vissza.
III. Károly uralkodása Navarra számára belső békét és gazdasági fellendülést biztosított. III. Károly fényes udvari életet élt, vannak, akik „kora reneszánsz” uralkodónak tartják, aki méltó volt a „nemes”, és a „jó” jelzőkre.

## Házassága és gyermekei
III. Károly és Kasztíliai Eleonóra házasságából nyolc gyermek született:
- Johanna (1382–1413) infánsnő; férje: Jean I de Grailly (Jean I de Foix) (1382–1436), Foix grófja.
- Mária (1383–1406) infánsnő.
- Blanka (1385–1441)  infánsnő, a későbbi I. Blanka navarrai királynő (1425–1441);[7] első férje: I. Márton (1374–1409), Szicília királya, második férje: II. János (1398–1479), Aragónia királya és Navarra királya.
- Beatrix (1386 körül –1410/1412) infánsnő; férje: Jacques II de Bourbon (1370–1438), La Marche grófja.
- Izabella (1396–1435 után, 1444?) infánsnő; férje: Jean IV. d'Armagnac (1396–1450), Armagnac grófja.
- Károly (1397–1402) infáns, Viana hercege.
- Lajos (1399–1402) infáns, Viana hercege.
- Margit (1402, avagy 1403–1406?, de 1412 előtt) infánsnő.

III. Károlynak a házasságon kívüli kapcsolatából, María Miguel de Esparza (?–?) nemes hölgytől születettek gyermekei, közöttük:
- Johanna (?–?); első férje: Íñigo Ortiz de Zúñiga (?–?), második férje: Luis II de Beaumont (1412–1462), Lerín grófja.
- Lancelot (1386 körül –1420), a Pamplonai Püspökség általános vikáriusa.
- Gottfried (?–?), a navarrai Cortes település grófja.
- Mária (?–?), apáca.